# Tau Ceti
Coordenadas:  01h 44m 04.0829s, −15° 56′ 14.928″

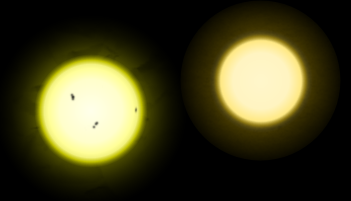
O Sol (à esquerda) é tanto mais largo quanto mais quente do que o menos ativo Tau Ceti (à direita).

Tau Ceti (τ Cet / τ Ceti) é uma estrela na constelação Cetus que é semelhante ao Sol em massa e tipo espectral. Localizada a menos de 11,90 anos-luz (3,65 pc) do sistema solar, é uma estrela relativamente próxima. Tau Ceti é deficiente em metais e, por isso, não deve ter planetas telúricos. Observações detectaram mais de 10 vezes mais poeira circundando Tau Ceti do que as presentes no sistema solar. A estrela parece estável, com pequena variabilidade.
Com as técnicas atuais, não foi observada nenhuma companheira de Tau Ceti, o que exclui objetos maiores que anãs marrons. Por causa do disco de destroços, qualquer planeta orbitando Tau Ceti sofreria bem mais impactos do que a Terra. Apesar disso, suas características similares ao Sol criaram um interesse especial nesta estrela. Ela tem sido considerada um alvo para SETI.
Tau Ceti não tem um nome tradicional amplamente reconhecido. Ela pode ser vista com o olho nu como uma estrela de magnitude 3. Visto de Tau Ceti, o Sol seria uma estrela de magnitude 3 na constelação Boötes.

## Habitabilidade
Os astrônomos descobriram cinco planetas, com massa compreendida entre duas e seis vezes a da Terra. Um deles encontra-se na zona "habitável", nem muito quente, nem muito fria, permitindo a existência de uma atmosfera, de água em estado líquido em sua superfície, e portanto, talvez uma forma de vida.
"Tau Ceti é uma de nossas vizinhas cósmicas mais próximas, tão brilhante que nós poderíamos chegar a estudar as atmosferas de seus planetas em um futuro não muito distante", afirmou James Jenkins, da Universidade do Chile, que participou do estudo.
A descoberta confirma a nova ideia de "que quase todas as estrelas têm planetas e que a galáxia deve, portanto, conter um grande número de planetas potencialmente habitáveis de tamanho próximo do nosso", acrescentou Steve Vogt, da Universidade da Califórnia em Santa Cruz.
O Observatório Europeu do Sul (ESO, na sigla em inglês) estimou recentemente que bilhões destes planetas existiriam na Via Láctea, dos quais uma centena na vizinhança do nosso sol.

## Sistema planetário
Em 19 de dezembro de 2012, foram apresentadas provas consistente de que uma equipe de astrônomos liderada por Steve vogt, da Universidade da Califórnia, e por Mikko Tuomi, da Universidade de Hertfordshire na Reino Unido, localizou cinco planetas extrassolares ao redor da estrela Tau Ceti, uma das mais próximas de nosso sistema solar, a 11,9 anos-luz de distância. Os planetas são relativamente pequenos, com massas entre 2 a 6,6 vezes a da Terra, e um deles, com 4,3 massas terrestres, se localiza na zona habitável da estrela, podendo existir água líquida em sua superfície, e completa uma órbita em torno de sua estrela a cada 168 dias terrestres.
Tau Ceti, que faz parte da Constelação da Baleia, não é apenas próxima do nosso sol (fica a 12 anos-luz), mas também é muito semelhante, em massa e irradiação. No passado, muitos olhares se voltaram para ela, em vão, em busca de vida extraterrestre.
Nenhum planeta foi detectado no entorno de Tau Ceti até que uma equipe internacional teve a ideia de testar nesta estrela uma nova técnica de coleta de dados astronômicos, capaz de detectar sinais duas vezes mais potentes. "Nós escolhemos Tau Ceti (...) porque achamos que ela não comportaria nenhum sinal. E ela é tão brilhante e similar ao nosso sol que constitui uma cobaia ideal para testar nosso método de detecção de planetas de pequena proporção", explicou em um comunicado Hugh Jones, da Universidade britânica de Hertfordshire.